# Holzelfingen
Holzelfingen ist ein Ortsteil der Gemeinde Lichtenstein im Landkreis Reutlingen in Baden-Württemberg. Das Dorf liegt auf 700 Meter Höhe am Ende des nach ihm benannten Albaufstiegs Holzelfinger Steige.

## Geschichte
Holzelfingen wird 1220 erstmals schriftlich erwähnt.
Am 1. Januar 1975 wurden die ehemals selbständigen Gemeinden Holzelfingen und Honau nach Unterhausen eingemeindet, die Gemeinde wurde in Lichtenstein umbenannt.
Archäologen haben 2022 bei Lichtenstein-Holzelfingen eine fast 1000 Jahre alte Spielesammlung entdeckt. Zu ihr gehören eine Schachfigur (ein Springer), ein Würfel und vier Spielsteine. Sie lagen unter dem Schutt einer Mauer am Burgstein. Würfel und Figuren sind aus Geweih geschnitzt und sehr gut erhalten.

## Sehenswürdigkeiten

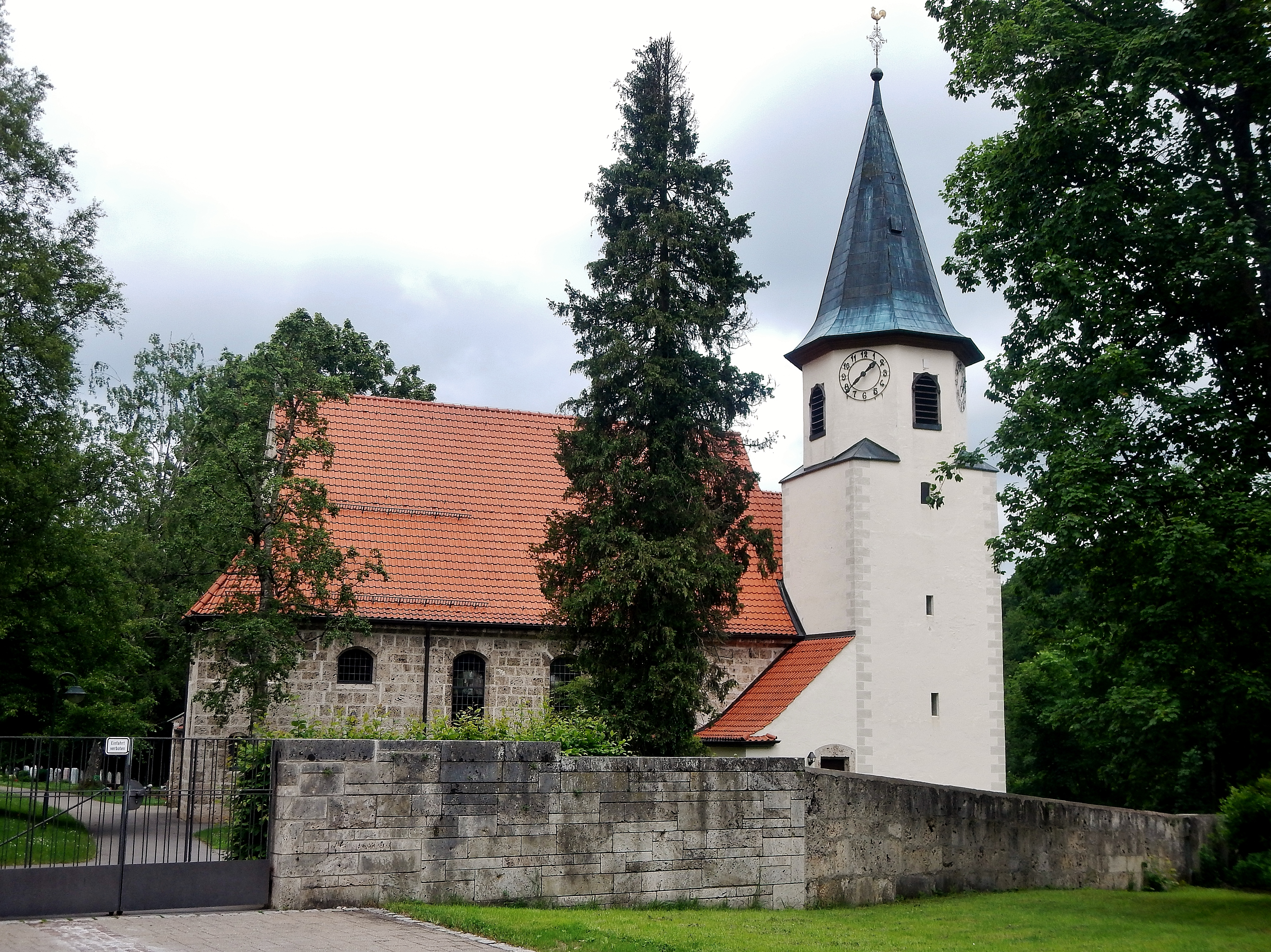
Kirche St. Blasius

- Kirche St. Blasius
- Burg Greifenstein

## Trivia
Die Protagonisten der 1909 erschienenen Erzählung Rapunzel von Ludwig Finckh sind Bewohner von Holzelfingen. Die Erzählung beginnt mit einer Huldigung auf das Dorf: „Auf der Schwäbischen Alb, mitten auf dem grauweißen Kalkfelsen, liegt das Dorf Holzelfingen. Dort möchte ich geboren sein wie Konrad Vogelmist, dessen Mutter sagte, sie wolle lieber nicht in den Himmel kommen als irgendwo anders auf der Erde leben denn in Holzelfingen. Und da hatte sie recht.“ In Holzelfingen gibt es ferner eine Ludwig-Finckh-Straße.
Der Fußballspieler Benjamin Goller begann seine Karriere beim TSV Holzelfingen.